# Sævråsholmane
Sævråsholmane est une île dans le landskap Sunnhordland du comté de Vestland. Elle appartient administrativement à Lindås.

## Géographie
Il s'agit de trois ilots rocheux et couverts d'arbres. L'ensemble s'étend sur environ 232 m de longueur pour une largeur approximative maximale de 152 m. 